# بيلي بلاكي
بيلي بلاكي (بالإنجليزية: Billy Blackie)‏ هو مدرب كرة قدم ولاعب كرة قدم بريطاني في مركز الهجوم، ولد في 4 أكتوبر 1963 في إدنبرة في المملكة المتحدة. لعب مع بيرويك راينجرز ودونفرملين أثلتيك وسانت جونستون ونادي ألوا أثليتيك ونادي دمبرتون ونادي كاودينبيث.